# Nyugat-oregoni Egyetem
A Nyugat-oregoni Egyetem (Western Oregon University, WOU) állami fenntartású intézmény az Amerikai Egyesült Államok Oregon államának Monmouth városában. A Krisztus Tanítványai által alapított iskola 1856-ban nyílt meg.

## Története

### Megalapítása
Az intézményt 1856-ban alapították Monmouthi Főiskola néven, majd 1865-ben összeolvadt a Betheli Főiskolával. 1882-ben az állami törvényhozás hozzájárult, hogy az iskola tanárképzővé alakuljon. 1910 novemberében a szavazók 55,6%-a az intézmény megnyitása mellett döntött. Az állam két másik településén is próbálkoztak tanárképző megnyitásával, de ezek kudarcba fulladtak.

### Növekedése
Az 1920-as években a tanulói létszám hét év alatt megtriplázódott, de a nagy gazdasági világválság miatt kissé csökkent. Az 1938–39-es tanévben a létszám meghaladta az ezer főt. 1939-ben a törvényhozás nevét Oregoni Tanárképző Főiskolára változtatta, majd bölcsészettudományi képzés is indult.

### Névváltoztatások
1981-ben a bölcsészettudományi képzés elindulásával az iskola neve Nyugat-oregoni Állami Főiskolára változott. 1997-ben egyetemmé alakult.

## Szervezeti felépítés

### Tanárképző Főiskola
A tanárképző főiskola három intézetből áll: vezetőképzés, siketekkel kapcsolatos tanulmányok és testedzéstudomány.
A jelnyelvi képzést 2008-ban, a tanárképzést pedig 2010-ben kiválóságdíjjal tüntették ki.

### Bölcsészettudományi Főiskola
A bölcsészettudományi főiskola hét intézetből (viselkedéstudományok, gazdaság, informatika, művészet, bölcsészet, természettudományok, társadalomtudományok) áll. A kommunikációszakot 2008-ban a Nemzeti Kommunikációs Egyesület kiválóságdíjjal tüntette ki.

## Oktatás
Az intézmény alapképzést (BA, BS, BM, BFA, AB) és mesterképzést (MAT, MSEd, MS, MA, MM, MS) is folytat. 2015-ben a U.S. News & World Report regionális ranglistáján a 77. helyre sorolta.

## Hallgatói élet
A Kappa Sigma diákszövetség Sigma Tau szervezete 2012. május 18-án alakult meg. Azóta férfi és női diákszövetségből is egy-egy hagyományos és egy-egy nem hagyományos működik. Az Omega Delta Phi szövetség Beta Kappa szervezete 2012. november 29-én, az Alpha Chi Omega pedig 2015–2016-ban alakult meg.

## Sport
A Western Oregon Wolves a 2001–2002-es tanév óta az NCAA II-es divíziójában, a Great Northwest Athletic Conference tagjaként játszik. Korábban a National Association of Intercollegiate Athleticsben játszott. 12 válogatott sportcsapata van.

## Díjak
A veteránközpontot 2018-ban az Amerikai Veterán Hallgatók szervezet az év egyesületének választotta. 2015-ben a két egyetem közül a WOU volt az egyik, amelyiken Pell Grant-önsztöndíjas hallgatók tanulnak.
Az egyetem volt 2012-ben a Felsőoktatási Diverzitási Kiválóságdíj első nyertese. A díjat azon intézmények kapják meg, amelyek a legtöbbet tesznek a campusok sokszínűségéért.
A 2010-ben megnyílt Ackerman kollégiumot környezetbarátsága miatt a Green Home Authority és a Mother Nature Network is kitüntette. A National Academic Advising Association tanácsadói szervezet tizennégy alkalmazottat tüntetett ki tevékenységükért.
2010 januárjában az intézményt elismerték a kisebbségek iskolázottsági arányának javításáért, valamint a kisebbségek és a nem kisebbségek közötti iskolázottsági különbségek csökkentéséért. A WOU az állam legsokszínűbb intézménye, és itt tanul a legtöbb latino hallgató. 2000 és 2009 között a kisebbségek aránya 60–115%-kal nőtt. A latinók arányának növekedése miatt a WOU a Spanyol Ajkú Főiskolák és Egyetemek Szövetségének tagja lett.

## Nevezetes személyek
- Brian Greene, amerikaifutball-játékos[30]
- Bryce Peila, amerikaifutball-játékos[31]
- Dan Straily, baseballjátékos[32]
- Jason Slowey, amerikaifutball-játékos[33]
- Jeff Charleston, amerikaifutball-játékos[34]
- Kevin Boss, amerikaifutball-játékos[34]
- Marco Hernandez, Oregon első latino származású körzeti bírója[35]
- Mark Thorson, amerikaifutball-játékos[36]
- Robert Oberst, erőművész[37]
- Tony Burris, amerikaifutball-játékos[38]
- Tyrell Williams, amerikaifutball-játékos[39]

## Fordítás
- Ez a szócikk részben vagy egészben  a   Western Oregon University című angol Wikipédia-szócikk ezen változatának fordításán alapul.  Az eredeti cikk szerkesztőit annak laptörténete sorolja fel. Ez a jelzés csupán a megfogalmazás eredetét és a szerzői jogokat jelzi, nem szolgál a cikkben szereplő információk forrásmegjelöléseként.